# 위창자길

위창자길(영어: gastrointestinal tract) 또는 위장관 또는 위장관계는 사람과 동물에 대하여 입에서 항문까지에 있는 모든 소화계통의 기관을 일컫는 말이다. 입을 통해 들어온 음식은 영양분을 빼내고 에너지를 흡수하기 위해 소화가 되는 과정을 거쳐 분뇨와 같이 배출물로 몸 밖으로 나간다. 입과 식도, 위와 내장은 모두 이 위장관계에 포함된다. 대부분의 포유류와 곤충류는 이 소화계를 갖고 있다.

## 임상학적 중요성

### 관련 증상
- 구토
- 설사
- 변비

### 치료
위장관계 수술을 진행할 수 있다. 투여 약물로서 위장약(Gastrointestinal agents)을 복용할 수 있다.

### 관련 질환
- 콜레라
- 췌장염
- 소화성궤양
- 황열
- 위나선균
- 거짓 장폐색증
- 장폐색
- 실리악 스프루
- 엔테로바이러스
- 자궁내막증
- 혈관형성이상
- 변비
- 설사
- 장중첩증
- 용종(대장용종)
- 대장염

## 같이 보기
- 위 (해부학)
- 내장
- 창자